# SM Entertainment
SM Entertainment (em coreano:  SM엔터테인먼트, SM significa Star Museum ou  Soo-Man) é uma empresa de entretenimento sul-coreana, fundada por Lee Soo Man. A empresa atua como uma gravadora, agência de talentos, agência de viagens, empresa de produção musical, gestão e produção de concertos. É uma das empresas de maior destaque na Coreia do Sul, formando junto com a  YG Entertainment e a JYP Entertainment, um grupo conhecido como "Big3" (As Três Grandes).
A SM foi a agência de grandes ídolos do K-Pop desde sua primeira geração como: H.O.T., S.E.S., Fly To The Sky, The Grace, Shinhwa, e atualmente agência solistas e grupos de sucesso como BoA, TVXQ, Super Junior, Girls' Generation, SHINee, F(X), EXO, Red Velvet, NCT, Aespa, RIIZE e Hearts2Hearts com todos tendo alcançado o sucesso nacional e internacional. A empresa também faz o lançamento de artistas japoneses da Avex Trax como Ayumi Hamasaki, Namie Amuro, e Koda Kumi, e também dos artistas da Johnny & Associates tais como Arashi e Kat-Tun.
Em 2015, foi relatado que a empresa teve uma receita bruta de KR₩325 bilhões (aproximadamente US$287 milhões) e lucro líquido de KR₩21.7 bilhões (US$19 milhões).

## História

### 1989–2000: Criação e primeira geração de artistas
Lee Soo-man iniciou uma carreira de cantor em 1971, um ano depois de ingressar na Universidade Nacional de Seul, ao qual permaneceu até 1979. No início dos anos 80, Lee deixou o mundo do entretenimento e ingressou na Universidade do Estado da Califórnia, em Northridge, nos Estados Unidos. Em 1989, ele  retornou à Coreia do Sul e estabeleceu o que era então conhecido como "SM Studio" no bairro de Apgujeong em Gangnam, Seul. Em fevereiro de 1995, a empresa mudou seu nome para SM Entertainment e criou seu fundo de capital, Jung Hae-ik foi nomeado CEO naquele período. A partir de então, a SM desenvolveu um sistema de produção interno de artistas, lançando atos como o grupo masculino H.O.T. em 1996, o grupo feminino S.E.S. em 1997, o grupo masculino Shinhwa em 1998, a dupla de R&B Fly to the Sky em 1999 e a solista BoA em 2000.
Ainda em 1998, Kim Kyung-wook sucedeu Jung na posição de CEO.

### 2000–2005: Afiliações e segunda geração de artistas
No início dos anos 2000, houve a dissolução do H.O.T (em 2001) e de S.E.S (em 2002). O Shinhwa partiu para uma nova agência, e novos artistas como a dupla Isak N Jiyeon e o grupo masculino Black Beat, falharam em alcançar a popularidade de seus artistas anteriores. Em dezembro de 2000, a SM estabeleceu uma empresa afiliada chamada Fandango Korea. Em janeiro de 2001, a empresa fundou uma divisão no exterior, a SM Entertainment Japan. Na mesma época, a SM foi aprovada para cotação na KOSDAQ, e realizou uma afiliação com a gravadora japonesa Avex Trax. A SM também formou as subsidiárias BM Entertainment e Cid. K Entertainment (com a qual os grupos femininos M.I.L.K. e Shinvi foram contratados, respectivamente), mas depois se dissolveram quando seus grupos se separaram.
No fim de 2002, a SM foi premiada com o Grande Prêmio de Exportação em Música do Ministério da Cultura e Turismo.
Em 2003, a SM tornou-se afiliada à Starlight Corporation Ltd. e à C-Cube Entertainment Corporation. Nesse mesmo ano, a empresa estreou o grupo de cinco membros TVXQ. Nos anos seguintes, lançou artistas como a banda de rock TRAX (2004), o grupo feminino The Grace (2005) e o masculino Super Junior (2005).

### 2005–2010: Expansão e artistas internacionais
Em 2005, Kim Young-min se tornou o terceiro CEO da empresa, sob o qual diversos artistas foram lançados com o objetivo de realizarem promoções fora da Coreia do Sul. Os artistas produzidos pela SM durante este período incluem a solista de origem chinesa Zhang Liyin (2006), a solista de língua japonesa J-Min (2007), os grupos femininos: Girls' Generation (2007), f(x) (2009) e o grupo masculino Shinee (2008). Em abril de 2008, a SM estreou uma sub-unidade em língua mandarim do Super Junior, chamada Super Junior-M. Em outubro de 2008, a SM anunciou planos para a estreia da BoA no mercado estadunidense, sob um selo subsidiário recém-formado chamado de SM Entertainment USA.
Em maio de 2008, a SM Art Company abriu foi aberta através do co-CEO Pyo In-bong, com foco na produção de obras teatrais. O primeiro empreendimento da empresa foi uma produção da comédia musical estadunidense Xanadu, estrelada pelos membros do Super Junior Heechul e Kangin.

### 2010–2012: Outros empreendimentos conjuntos
Em fevereiro de 2010, depois de duas décadas no conselho de administração da SM, seu fundador Lee Soo-man renunciou ao cargo para "concentrar mais energia nos negócios internacionais da SM, na gestão de novos negócios e no desenvolvimento de artistas". Em março de no mesmo ano, a KMP Holdings foi estabelecida como um empreendimento conjunto entre a SM com a YG Entertainment, JYP Entertainment, Star Empire, e outras companhias como Medialine, CAN Entertainment e Music Factory. O primeiro lançamento da KMP Holdings pela SM, foi o quinto álbum de estúdio do Super Junior, Mr. Simple (2011), que marcou o fim da autodistribuição da SM. Em maio, a SM anunciou seu maior lucro operacional já registrado no primeiro trimestre, em ₩10,4 bilhões de wones, um aumento de 471% em relação ao mesmo período do ano anterior. Sua receita bruta foi relatada em ₩22,7 bilhões de wones, um aumento de 58% em relação ao ano anterior.
Em abril de 2011, a SM Entertainment, a YG Entertainment, a JYP Entertainment, a KeyEast, a AMENT e a Star J Entertainment se uniram para formar a United Asia Management, uma agência de investimentos conjunta voltada para o avanço da música asiática em todo o mundo. Em agosto do mesmo ano, a SM juntou-se à empresa de mídia tailandesa TrueVisions, para criar o empreendimento conjunto internacional de nome SM True.
Em 2012, a SM lançou o grupo masculino Exo, dividido em duas unidades para promover na Coreia e na China simultaneamente. Em fevereiro, a SM adquiriu a empresa de viagens havaiana Happy Hawaii e lançou a SMTown Travel, uma nova iniciativa de negócios especializada em viagens e turismo sob Kang Jung-hyun. Mais tarde naquele ano, a SMTown Travel ofereceu pacotes para fãs estrangeiros que compareceram a turnê Super Show 4 do Super Junior em Seul. Em março, 47 dos artistas da SM, tornaram-se acionistas da empresa. Kangta, BoA e a maioria dos membros dos grupos Super Junior e Girls' Generation, receberam 680 ações cada (com um valor de aproximadamente US$ 27.200 dólares por pessoa), enquanto membros de grupos mais recentes como Shinee e f(x) receberam 340 ações cada (com um valor aproximado de US$ 13.600 por pessoa). Em agosto do mesmo ano, a SM realizou uma exposição de arte no COEX Convention & Exhibition Center e colaborou com as empresas de cartões Visa e KB Kookmin Card para iniciar a impressão de cartões de seus artistas.
Ainda em 2012, as personalidades da televisão coreana Kang Ho-dong e Shin Dong-yup, anunciaram que haviam assinado contratos exclusivos com a nova subsidiária de transmissão da SM, a SM Culture & Contents (SM C&C), marcando a expansão da SM na televisão. Em setembro, a SM C&C se fundiu com a AM Entertainment (que até então representava atores como Jang Dong-gun, Kim Ha-neul e Han Ji-min) e duas outras personalidades da televisão, Lee Su-geun e Kim Byung-man, anunciaram que também haviam assinado com a SM. Em novembro, a KMP Holdings foi adquirida pela KT Music e, em junho de 2013, a KT Music absorveu a rede de distribuição da KMP Holdings.

### 2013–2015: Terceira geração de artistas, Galaxia SM e Label SJ
Em 2013, a SM C&C adquiriu a Hoon Media (uma empresa de produção liderada por Lee Hoon-hee, responsável pelos dramas televisivos da KBS: 1 vs 100, Heroines 6, Qualifications of Men e o programa musical Music Bank) além da Woollim Entertainment, uma gravadora responsável por artistas como o grupo masculino Infinite. Em janeiro de 2014, a SM e as outras seis agências de talentos por trás da KMP Holdings formaram uma parceria coletiva de títulos e compraram 13,48% das ações da KT Music, deixando a controladora KT Corporation com 49,99%. Em fevereiro, a SM adquiriu uma participação na Baljunso, uma gravadora independente fundada em 1991 por Kang Byung-yong. Em 1 de agosto do mesmo ano, a SM lançou o grupo feminino Red Velvet, cinco anos após o seu último grupo feminino f(x).
Em 25 de agosto de 2015, a SM Entertainment fez uma parceria com a IB Worldwide, empresa líder do marketing esportivo da Coreia Sul, a fim de criar a próxima tendência da Korean Wave - "sportainment" (esportes e entretenimento).
Galaxia SM representa o golfista Park In-bee, a ginasta Son Yeon-jae, e Choo Shin-soo, campista direito para os Texas Rangers.
Em 6 de novembro, aniversário de estreia do Super Junior, a SM Entertainment anunciou que o grupo teria sua própria subsidiária, a Label SJ. A SM declarou: "Nós estabelecemos a Label SJ para dar ao Super Junior nosso apoio incondicional e um sistema ideal para a gestão do grupo". Embora a nova etiqueta seja filiada a SM, será de forma independente, totalmente responsável pela gestão do Super Junior, produzindo seus álbuns, de todo o grupo, sub-units e atividades individuais.

### 2016–presente: Investimento internacional, SM Station e ScreaM Records
Numa conferência realizada no dia 27, anunciaram um novo projecto que implicará o lançamento de músicas durante todas as semanas de um ano, através da nova plataforma digital STATION e a criação de uma sub-gravadora para artistas EDM (ScreaM Records) assim como um EDM Festival.

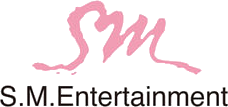
Logotipo usado pela S.M. até outubro de 2017.

Kim Young-min deixou de ser o CEO da SM Entertainment onde passou 12 anos. Em 4 de abril de 2017, Nam So-young assumiu o cargo como co-CEO da empresa em Seul. Recentemente saíram scans dos documentos afirmando sobre a troca. No final do ano de 2017 haverá a escolha oficial do CEO da empresa. Nam So-young é conhecida por alguns fãs que acompanham a empresa de perto. Ela é CEO da SM Entertainment Japan, Diretora Executiva da SM C&C e da SM Entertainment Asia Co Ltd. Além disso, está envolvida em boatos que não saiba administrar, lidar com grupos femininos.
Além de Nam So Young, Han Se Min se tornou o novo co-CEO da SM Entertainment nos Estados Unidos.

## SM Town
SM Town é o nome do projeto da SM para álbuns de férias de verão e inverno. Cada álbum consiste de uma canção de todos os artistas da gravadora e uma música de cada artista ou grupo que esteja ativo. Além disso, todos os artistas da SM Entertainment são conhecidos coletivamente sob o nome de SMTown.

### Grupos
| Debut | Nome              | Gênero    | Membros | Líder        | Fã-clube              | Status |
| ----- | ----------------- | --------- | --- | ------------ | --------------------- | ------ |
| 2003  | TVXQ              | Masculino | U-Know Yunho e Max Changmin | U-Know Yunho | Cassiopeia Bigeast    | Ativo  |
| 2007  | Girls' Generation | Feminino  | Taeyeon, Sunny, Tiffany, Hyoyeon, Yuri, Sooyoung, Yoona e Seohyun | Taeyeon      | SONE                  | Ativo  |
| 2008  | SHINee            | Masculino | Onew, Jonghyun, Key, Minho e Taemin | Onew         | SHINee World (Shawol) | Ativo  |
| 2012  | EXO               | Masculino | Xiumin, Suho, Lay, Baekhyun, Chen, Chanyeol, D.O., Kai e Sehun | Suho         | EXO-L                 | Hiatus |
| 2014  | Red Velvet        | Feminino  | Irene, Seulgi, Wendy, Joy e Yeri | Irene        | ReVeluv               | Ativo  |
| 2016  | NCT               | Masculino | Johnny, Taeyong, Yuta, Kun, Doyoung, Ten, Jaehyun, Winwin, Jungwoo, Mark, Xiaojun, Hendery, Renjun, Jeno, Haechan, Jaemin, YangYang, Chenle, Jisung, Sion, Riku, Yushi, Jaehee, Ryo e Sakuya. | Taeyong      | NCTZen                | Ativo  |
| 2020  | aespa             | Feminino  | Karina, Giselle, Winter e Ningning | Karina       | MY                    | Ativo  |
| 2023  | RIIZE             | Masculino | Shotaro, Eunseok, Sungchan, Wonbin, Seunghan, Sohee, Anton | —            | Briize                | Ativo  |
| 2025  | Hearts2Hearts     | Feminino  | Jiwoo, Carmen, Yuha, Stella, Juun, A-na, Ian e Ye-on | Jiwoo        | S2U                   | Ativo  |

### Sub-unidades
| Grupos            | Estreia | Nome                    | Gênero    | Membros                                                                  | Líder    | Status      |
| ----------------- | ------- | ----------------------- | --------- | ------------------------------------------------------------------------ | -------- | ----------- |
| Girls' Generation | 2012    | Girls' Generation-TTS   | Feminino  | Taeyeon, Tiffany e Seohyun                                               | Seohyun  | Hiatus      |
| Girls' Generation | 2018    | Girls' Generation-Oh!GG | Feminino  | Taeyeon, Sunny, Hyoyeon, Yuri e Yoona                                    | Yoona    | Ativo       |
| EXO               | 2012    | EXO-K                   | Masculino | Suho , Baekhyun, Chanyeol, D.O., Kai e Sehun                             | Suho     | Inativo     |
| EXO               | 2012    | EXO-M                   | Masculino | Xiumin, Lu Han, Kris, Lay, Chen e Tao                                    | Kris     | Inativo     |
| EXO               | 2016    | Exo-CBX                 | Masculino | Xiumin, Baekhyun e Chen                                                  | Xiumin   | Ativo       |
| EXO               | 2019    | Exo-SC                  | Masculino | Chanyeol e Sehun                                                         | Chanyeol | Ativo       |
| Red Velvet        | 2020    | Red Velvet-I&S          | Feminino  | Irene e Seulgi                                                           | Irene    | Ativo       |
| NCT               | 2016    | NCT U                   | Masculino | Rotativa entre todos os integrantes do NCT                               | -        | Ativo       |
| NCT               | 2016    | NCT 127                 | Masculino | Johnny, Taeyong, Yuta, Doyoung, Jaehyun, WinWin, JungWoo, Mark e Haechan | Taeyong  | Ativo       |
| NCT               | 2016    | NCT Dream               | Masculino | Mark, Renjun, Jeno, Haechan, Jaemin, Chenle e Jisung                     | Mark     | Ativo       |
| NCT               | 2023    | NCT DoJaeJung           | Masculino | Doyoung, Jaehyun e JungWoo.                                              | Doyoung  | Ativo       |
| NCT               | 2024    | NCT Wish                | Masculino | Sion, Riku, Yushi, Jaehee, Ryo e Sakuya.                                 | -        | Pré-estréia |
| Girls On Top      | 2022    | Got the Beat            | Feminino  | BoA, Taeyeon, Hyoyeon, Seulgi, Wendy, Karina e Winter                    | Taeyeon  | Ativo       |

### Colaborativas
| Debut | Nome          | Gênero    | Membros                                           | Líder    | Parceria                                                               | Status  |
| ----- | ------------- | --------- | ------------------------------------------------- | -------- | ---------------------------------------------------------------------- | ------- |
| 2012  | Younique Unit | Misto     | Eunhyuk, Hyoyeon, Henry, Lu Han, Taemin e Kai     | Eunhyuk  | Hyundai PYL                                                            | Inativo |
| 2014  | Toheart       | Masculino | Woohyun & Key                                     | Woohyun  | Woollim Entertainment                                                  | Hiatus  |
| 2016  | Triple T      | Misto     | Hyoyeon, Jo Kwon e Min                            | Jo Kwon  | JYP Entertainment                                                      | Inativo |
| 2017  | L.H.S.        | Feminino  | Solar,Hani e Luna                                 | Solar    | - Mystic Story - Banana Culture - AB Entertainment - RBW Entertainment | Inativo |
| 2018  | Station Young | Feminino  | Seulgi, Chungha, SinB e Soyeon                    | Seulgi   | - YMC Entertainment - Source Music - Cube Entertainment                | Inativo |
| 2019  | SuperM        | Masculino | Baekhyun, Taemin, Kai, Taeyong, Ten, Lucas e Mark | Baekhyun | Capitol Records                                                        | Hiatus  |
| 2022  | Girls On Top  | Feminino  | Rotativa em as artistas femininas da empresa      | BoA      | Dreamus Company                                                        | Ativo   |

### Solistas
| Debut | Artista      | Gênero    | Status  |
| ----- | ------------ | --------- | ------- |
| 1996  | Kangta       | Masculino | Ativo   |
| 2000  | BoA          | Feminino  | Ativo   |
| 2007  | J-Min        | Feminino  | Ativo   |
| 2014  | Taemin       | Masculino | Inativo |
| 2015  | Taeyeon      | Feminino  | Ativo   |
| 2016  | Yoona        | Feminino  | Ativo   |
| 2016  | Lay          | Masculino | Ativo   |
| 2018  | Yuri         | Feminino  | Ativo   |
| 2018  | KEY          | Masculino | Ativo   |
| 2018  | Onew         | Masculino | Ativo   |
| 2019  | Chen         | Masculino | Hiatus  |
| 2019  | U-Know       | Masculino | Ativo   |
| 2019  | Baekhyun     | Masculino | Ativo   |
| 2020  | Suho         | Masculino | Hiatus  |
| 2020  | Max Changmin | Masculino | Ativo   |
| 2020  | Kai          | Masculino | Ativo   |
| 2021  | Wendy        | Feminino  | Ativo   |
| 2021  | Joy          | Feminino  | Ativo   |
| 2022  | Taeyong      | Masculino | Ativo   |
| 2022  | Seulgi       | Feminino  | Ativo   |
| 2024  | Irene        | Feminino  | Ativo   |

Subsidiárias
- Label SJ

Grupos
| Debut | Nome         | Gênero    | Membros                                                                                  | Líder   | Fã-clube                   | Status |
| ----- | ------------ | --------- | ---------------------------------------------------------------------------------------- | ------- | -------------------------- | ------ |
| 2005  | Super Junior | Masculino | Leeteuk, Heechul, Yesung, Shindong, Sungmin, Eunhyuk, Donghae, Siwon, Ryeowook e Kyuhyun | Leeteuk | E.L.F (Everlasting Friend) | Ativo  |

Sub-Unidades
| Grupo        | Estreia | Nome                | Gênero    | Membros                                                             | Líder   | Status  |
| ------------ | ------- | ------------------- | --------- | ------------------------------------------------------------------- | ------- | ------- |
| Super Junior | 2006    | Super Junior- K.R.Y | Masculino | Yesung, Ryeowook e Kyuhyun                                          | Yesung  | Ativo   |
| Super Junior | 2007    | Super Junior- T     | Masculino | Leeteuk, Heechul, Kangin, Shindong, Sungmin e Eunhyuk               | Leeteuk | Inativo |
| Super Junior | 2008    | Super Junior- M     | Masculino | Sungmin, Eunhyuk, Siwon, Zhoumi, Donghae, Ryeowook, Kyuhyun e Henry | Sungmin | Hiatus  |
| Super Junior | 2008    | Super Junior- H     | Masculino | Leeteuk, Yesung, Kangin, Shindong, Sungmin e Eunhyuk                | Leeteuk | Inativo |
| Super Junior | 2011    | Super Junior- D&E   | Masculino | Donghae e Eunhyuk                                                   | Eunhyuk | Ativo   |

Solistas
| Debut | Artista  | Gênero    | Status |
| ----- | -------- | --------- | ------ |
| 2014  | Zhoumi   | Masculino | Ativo  |
| 2014  | Kyuhyun  | Masculino | Ativo  |
| 2016  | Ryeowook | Masculino | Ativo  |
| 2016  | Yesung   | Masculino | Ativo  |

- ScreaM Records

Solistas
| Debut | Artista | Gênero    | Status |
| ----- | ------- | --------- | ------ |
| 2017  | DJ Hyo  | Feminino  | Ativo  |
| 2018  | Ginjo   | Masculino | Ativo  |
| 2019  | IMLAY   | Masculino | Ativo  |
| 2019  | Raiden  | Masculino | Ativo  |

- Mystic Story

Solistas
| Debut | Artista        | Gênero    | Status |
| ----- | -------------- | --------- | ------ |
| 1991  | Yoon Jong-shin | Masculino | Ativo  |
| 2001  | Hareem         | Masculino | Ativo  |
| 2010  | Jo Jung-chi    | Masculino | Ativo  |
| 2010  | Choi Jung-in   | Feminino  | Ativo  |
| 2012  | Hong-ja        | Feminino  | Ativo  |
| 2011  | Jeong Jinwoon  | Masculino | Ativo  |
| 2014  | Eddy Kim       | Masculino | Ativo  |
| 2018  | Son Tae-jin    | Masculino | Ativo  |
| 2020  | Jo Yeonho      | Masculino | Ativo  |

Grupos
| Debut | Nome        | Gênero    | Membros                                                   | Líder          | Fã-clube   | Status |
| ----- | ----------- | --------- | --------------------------------------------------------- | -------------- | ---------- | ------ |
| 2012  | Shinchireem | Masculino | Yoon Jong-shin , Jo Jung-chi e Hareem                     | Yoon Jong-shin | -          | Ativo  |
| 2019  | Lucy        | Masculino | Shin Ye-chan, Choi Sang-yeop, Jo Won-sang e Shin Gwang-il | Shin Ye-chan   | Walwal     | Ativo  |
| 2021  | Billlie     | Feminino  | Moon Sua, Suhyeon, Haram, Tsuki, Sheon, Siyoon e Haruna   | Moon Sua       | Belllie’ve | Ativo  |

- All I Know Music (AIKM)

Solistas
| Debut | Artista    | Gênero    | Status |
| ----- | ---------- | --------- | ------ |
| 2016  | Giant Pink | Feminino  | Ativo  |
| 2019  | Bray       | Masculino | Ativo  |
| 2019  | Duckbae    | Masculino | Ativo  |
| 2019  | Sohlhee    | Feminino  | Ativo  |

- Label V

Sub-Unidades
| Grupo | Estreia | Nome | Membros                                       | Líder | Fã- Clube | Status |
| ----- | ------- | ---- | --------------------------------------------- | ----- | --------- | ------ |
| NCT   | 2019    | WayV | Kun, Ten, WinWin, Xiaojun, Hendery e YangYang | Kun   | WayZenNi  | Ativo  |

### Atores
- Choi Jong-yoon
- Choi Min-hoo
- Ki Do-hoon[40]
- Kim Ian
- Kim Min-jong
- Lee Cheol-woo[41]
- Lee Jae-ryong
- Lee Yeon-hee
- Lina[42]
- Yoo Ho-jeong
- Ahn Chilhyun (Kangta)
- Bae Joohyun (Irene)
- Byun Baekhyun
- Cho Kyuhyun
- Choi Minho
- Choi Siwon
- Do Kyungsoo (D.O.)
- Im Yoona
- Jin Bora (Sunday)
- Jung Yunho
- Kang Seulgi
- Kim Heechul
- Kim Junmyeon (Suho)
- Kim Jongin (Kai)
- Kim Jongwoon (Yesung)
- Kim Kibum (Key)
- Kim Minseok (Xiumin)
- Kim Ryeowook
- Kim Youngwoon (Kangin)
- Kwon Yuri
- Lee DongHae
- Lee Jaeryong
- Oh Jimin (J-Min)
- Lee Jinki (Onew)
- Lee Sungmin
- Lee Soonkyu (Sunny)
- Lee Taemin
- Na Jaemin
- Park Chanyeol
- Park Sooyoung (Joy)
- Shim Changmin (Max)
- Oh Sehun
- Zhou Mi
- Xiao Dejun (Xiaojun)
- Dong Sicheng (WinWin)

### SM Rookies
SM Rookies, é um projeto da SM Entertainment, iniciado em dezembro de 2013, que lança os trainees que ainda estão sob o treinamento da empresa para atividades em programas de televisão, photoshoots, trilhas sonoras e concertos.
| Nome Artístico | Nome Artístico | Data de Nascimento              | Local de Nascimento |
| Romanizado     | Hangul/Hanja   | Data de Nascimento              | Local de Nascimento |
| -------------- | -------------- | ------------------------------- | ------------------- |
| Hina           | 히나           | 05 de janeiro de 2000 (25 anos) | Nagoia              |

| Nome Artístico      | Nome Artístico | Data de Nascimento      | Local de Nascimento | Graduação | Grupo           |
| Romanizado          | Hangul/Hanja   | Data de Nascimento      | Local de Nascimento | Graduação | Grupo           |
| ------------------- | -------------- | ----------------------- | ------------------- | --------- | --------------- |
| Irene               | 아이린         | 29 de março de 1991     | Daegu               | 2014      | Red Velvet      |
| Seulgi              | 슬기           | 10 de fevereiro de 1994 | Ansan               | 2014      | Red Velvet      |
| Wendy               | 웬디           | 21 de fevereiro de 1994 | Seul                | 2014      | Red Velvet      |
| Yeri                | 예리           | 5 de março de 1999      | Seul                | 2015      | Red Velvet      |
| Taeil               | 태일           | 14 de junho de 1994     | Seul                | 2016      | NCT             |
| Taeyong             | 태용           | 1 de julho de 1995      | Seul                | 2016      | NCT/SuperM      |
| Doyoung             | 도영           | 1 de fevereiro de 1996  | Seul                | 2016      | NCT             |
| Ten                 | 텐             | 27 de fevereiro de 1996 | Banguecoque         | 2016      | NCT/WayV/SuperM |
| Jaehyun             | 재현           | 14 de fevereiro de 1997 | Seul                | 2016      | NCT             |
| Mark                | 마크           | 2 de agosto de 1999     | Vancouver           | 2016      | NCT/SuperM      |
| Haechan (Donghyuck) | 해찬 (동혁)    | 6 de junho de 2000      | Jeju                | 2016      | NCT             |
| Yuta                | 유타/悠太      | 26 de outubro de 1995   | Osaka               | 2016      | NCT             |
| Winwin              | 윈윈/昀昀      | 28 de outubro 1997      | Zhejiang            | 2016      | NCT/WayV        |
| Jeno                | 제노           | 23 de abril de 2000     | Seul                | 2016      | NCT             |
| Jaemin              | 재민           | 13 de agosto de 2000    | Seul                | 2016      | NCT             |
| Jisung              | 지성           | 5 de fevereiro de 2002  | Seul                | 2016      | NCT             |
| Johnny              | 쟈니           | 9 de fevereiro de 1995  | Chicago             | 2017      | NCT             |
| Lucas               | 루카스/黃旭熙  | 25 de janeiro de 1995   | Hong Kong           | 2018      | NCT/WayV/SuperM |
| Kun                 | 쿤/锟          | 1 de janeiro de 1996    | Fujian              | 2018      | NCT/WayV        |
| Xiaojun             | 소준/德俊      | 28 de setembro de 1999  | Guangdong           | 2019      | NCT/WayV        |
| Hendery             | 헨데리/黄冠亨  | 28 de setembro de 1999  | Macau               | 2019      | NCT/WayV        |
| YangYang            | 양양/杨杨      | 10 de outubro de 2000   | Taipé               | 2019      | NCT/WayV        |
| NingNing            | 닝닝/宁宁      | 23 de outubro de 2002   | Harbin              | 2020      | Aespa           |

## Ex-artistas e atores
| Ex-artistas de gravação - 1990–1993: Hyun Jin-young - 1991–1992: Han Dong-joon - 1991–1992: Kim Kwang-jin - 1996–2001: H.O.T. - 1996–2001: Tony An - 1996–2001: Lee Jae-won - 1996–2001: Jang Woo-hyuk - 1996–2005: Moon Hee-joon - 1998–2003: Shinhwa - 1999–2004: Fly to the Sky - 2001–2004: Lee Ji-hoon - 2001–2008: Jang Na-ra - 2001–2003: M.I.L.K - 2001–2007: Seo Hyun-jin - 2001–2006: Sugar - 2001–2007: Ahyoomee - 2001-2004: Hwang Jung-eum - 2002–2007: Black Beat - 2002–2003: Shinvi - 2002–2004: Isak 'N' Jiyeon - 2002–2012: Kim Isak - 2002–2012: Chu Ga-yeoul - 2003–2009: Kim Jae-joong (TVXQ) - 2003–2009: Park Yoochun (TVXQ) - 2003–2009: Kim Junsu (TVXQ) - 2004–2019: TraxX - 2004–2005: Rose - 2004–???: Attack - 2004–2019: Jay - 2004–2019: Kim Jung-mo - 2005–2016: Stephanie (CSJH The Grace) - 2005–2009: Han Geng (Super Junior) - 2004–2015 Kim Kibum (Super Junior) - 2006–2017: Zhang Liyin - 2007–2015: Jessica (Girls' Generation) - 2007–2017: Tiffany (Girls' Generation) - 2007–2017: Sooyoung (Girls' Generation) - 2007–2017: Seohyun (Girls' Generation) - 2008–2017: Jonghyun (Shinee) - 2008–2018: Henry (Super Junior-M) - 2009–2019: Amber Liu (f(x)) - 2009–2019: Luna (f(x)) - 2009–2019: Victoria (f(x)) - 2009–2019: Sulli - 2009–2020: Krystal (f(x)) - 2010–2015: Jinho (SM the Ballad) - 2012–2015: Exo-K - 2012–2015: Exo-M - 2012–2014: Kris (Exo) - 2012–2014: Luhan (Exo) - 2012–2015: Tao (Exo) - 2016–2024: Taeil (NCT) | Ex-atores - 2009–2013: Yoon Park - 2003–2016: Go Ara |

## Controvérsias

### Disputas contratuais

#### JYJ (TVXQ)
No fim de julho de 2009, três dos cinco membros do grupo TVXQ - Kim Jaejoong, Park Yoochun e Kim Junsu - se apresentaram no Tribunal Central do Distrito de Seul, com o objetivo de investigar a validade de seu contrato com a SM Entertainment, pois consideravam o contrato de treze anos excessivamente longo e que os ganhos não eram distribuídos de maneira justa aos membros. A quebra do contrato, faria os membros compensarem ao empregador três vezes mais o valor total do investimento que receberam e duas vezes o lucro ordinário durante o período remanescente do contrato. As notícias desta disputa fizeram com que o preço das ações KOSPI da SM caíssem 10,06%. Além disso, 120.000 fãs do TVXQ entraram com uma petição no Tribunal do Distrito Central de Seul contra os contratos de longo prazo da SM e também pediram indenização por um concerto ao vivo da SMTown que havia sido cancelado uma semana antes da data programada. A declaração dizia: "Eles tiveram problemas de saúde e finalmente atingiram seus limites físicos, mas a SM Entertainment continuou a enviá-los ao exterior e planejar atividades excessivas. Assim, os três membros começaram a esperar para que pudessem continuar suas carreiras como desejam, em vez de serem usados como ferramentas para os lucros da agência".
O tribunal decidiu a favor dos três ex-membros. Em resposta, a SM realizou uma conferência de imprensa alegando que o processo era fraudulento e apresentou uma liminar. No início de maio de 2010, foi anunciado que Jaejoong, Yoochun e Junsu retornariam aos palcos como JYJ e sob uma nova agência de gerenciamento, a C-JeS Entertainment. A liminar apresentada pela SM foi indeferida pelo Tribunal do Distrito Central de Seul em 17 de fevereiro de 2011, e a decisão final sobre o caso foi adiada indefinidamente por mediação do departamento de justiça.
Em 28 de novembro de 2012, durante uma arbitragem voluntária no Tribunal Distrital Central de Seul, a SM e o JYJ chegaram a um acordo mútuo para rescindir todos os contratos entre as duas partes e não interferir nas atividades um do outro no futuro, concluindo o processo. A SM afirmou que eles decidiram encerrar o litígio "para evitar causar danos adicionais a U-Know Yunho e Max Changmin, que são ativos como TVXQ, e evitar mais problemas desnecessários".

#### Han Geng
Em 21 de dezembro de 2009, cinco meses após os três ex-membros do TVXQ entrarem com sua ação e, enquanto a disputa ainda estava ativa, Han Geng, o único membro chinês do Super Junior, também entrou com uma ação contra a SM. Han Geng apresentou por razões semelhantes: a distribuição injusta de lucros e um contrato injusto de treze anos, que continha disposições a favor da SM que ele não tinha permissão para revisar ou encerrar. O amigo do artista e mais tarde gerente Sun Le, também enviou uma declaração aos tribunais coreanos citando violação da SM aos direitos de Han Geng, que mais tarde vazou na internet. A declaração argumentou que a SM havia discriminado Han Geng tanto financeiramente quanto em termos de administração.
Em 27 de setembro de 2011, a saída de Han Geng do Super Junior foi oficializada quando representantes legais de Han Geng e da SM divulgaram uma declaração conjunta dizendo que "Han Geng e a SM Entertainment concordaram amigavelmente em um acordo mútuo, e o processo foi capaz de chegar ao fim depois que Han Geng apresentou seu 'Aviso de Retirada de Apelação'".

#### Kris Wu
Em 15 de maio de 2014, Kris Wu, um membro chinês-canadense do Exo, entrou com uma ação para rescindir seu contrato com a SM, conforme noticiado pela primeira vez através do portal de notícias chinês Sina. Ele foi representado por Cho Bum-suk, o mesmo advogado que lidou com o caso de Han Geng. Kris, cujo nome verdadeiro é Wu Yifan, foi citado como tendo dito: "A empresa me tratou como uma peça de máquina ou como um objeto de controle, em vez de apresentar uma visão como artista". Ele deixou o grupo no mesmo mês em que o processo foi tornado público, enquanto o resto do grupo continuou promovendo seu single "Overdose". Em 21 de julho de 2016, Kris se separou oficialmente do Exo, embora seu contrato com a SM permaneça válido até 2022.

#### Jessica Jung
Em 29 de setembro de 2014, Jessica Jung, membro do Girls' Generation, afirmou em um post no Weibo que havia sido forçada a sair do grupo, escrevendo:
"Eu estava empolgada com nossos próximos eventos de fãs apenas para ser chocantemente informada pela minha empresa e por outras 8 pessoas, que a partir de hoje eu não sou mais uma membro. Estou arrasada - minha prioridade é amar e servir como integrante do GG, mas, sem motivo justificável, estou sendo forçada a sair".
No dia seguinte, Jung divulgou uma declaração alegando que em agosto de 2014 suas colegas do grupo e a SM haviam sido positivos sobre o lançamento de seu negócio de moda, a Blanc and Eclare. Ela alegou que, no início de setembro, todos haviam mudado de posição e ela foi orientada a fechar os negócios ou interromper as promoções como membro do Girls' Generation. Ela disse ter recebido no dia anterior um "aviso unilateral" pedindo que deixasse o grupo.
No entanto, de acordo com a SM, Jung os informou unilateralmente no início da primavera que deixaria o grupo depois de mais um álbum. Porém, antes que os acordos pudessem ser feitos, ela montou seus negócios independentes, o que causou problemas para os horários profissionais do grupo. Isso levou a gerência a começar a promover o Girls' Generation como oito membros, em vez de nove, com a intenção de anunciar as notícias; no entanto, Jung já havia "postado sua própria perspectiva". A empresa então declarou que o grupo passaria a ser oito integrantes, enquanto eles ainda administrariam a agenda individual de Jung. Nos dias subsequentes, após a divulgação desta notícia, as ações da SM caíram de ₩40.750 para ₩37.400 wones, levando a SM a perder um total de 69 bilhões de wones (aproximadamente US$ 65 milhões de dólares).
Em 6 de agosto de 2015, Jung e SM Entertainment chegaram a um acordo para rescindir seu contrato.

#### Lu Han
Em 10 de outubro de 2014, Lu Han se tornou o segundo membro chinês do Exo a anular seu contrato com a SM e deixar o grupo, pouco mais de quatro meses após Kris ter feito o mesmo. Seu processo incluiu a alegação de que a SM havia favorecido a subunidade coreana Exo-K em vez da subunidade chinesa Exo-M. Em 15 minutos do anúncio, as ações da empresa haviam caído 9,41%. O valor das ações foi contraído em 15%, atingindo a redução máxima que a KOSDAQ permite em um dia, e caindo para o nível mais baixo em um ano. Em 21 de julho de 2016, Lu Han se separou oficialmente do Exo, embora seu contrato com a SM permaneça válido até 2022.

#### No Min-woo
Em abril de 2015, No Min-woo, um ex-membro da banda TRAxX, entrou com uma ação contra a SM por sujeitá-lo a um contrato ilegal de dezessete anos. No alegou que a SM também interferiu em sua carreira depois que ele deixou a empresa, e pediu ₩100 milhões de wones em danos. No entanto, No perdeu sua ação contra a SM em 21 de julho de 2016.

#### Huang Zitao
Em 24 de agosto de 2015, Tao se tornou o terceiro membro chinês do Exo a entrar com uma ação contra a SM e deixar o grupo, sendo representado pela mesma equipe jurídica que representou os ex-membros Kris e Lu Han. Em 5 de janeiro de 2016, a SM venceu um de seus processos contra Tao por decisão do Tribunal Popular Intermediário em Qingdao, China. A SM processou Tao por sua insuficiência em reembolsar a empresa após sua partida. Eles divulgaram uma declaração oficial dizendo: "A SM tem processos em andamento contra os membros do Exo Wu Yifan (Kris), Luhan e Tao por violarem seus contratos exclusivos e participarem de promoções ilegais na China. Entre esses processos, a SM entrou com um processo contra Tao por falhar em pagar a SM em 13 de outubro de 2015. Um tribunal intermediário em Qingdao, na China, fez o veredicto de que ele deve reembolsar a SM Entertainment, além de juros pelo atraso no pagamento".

### Boicote ao Mnet Asian Music Awards "MAMA" de 2009
Em 21 de novembro de 2009, a SM boicotou o evento de premiação Mnet Asian Music Awards, reivindicando ter dúvidas quanto ao padrão de honestidade e aos critérios utilizados pela idealizadora Mnet, para selecionar os ganhadores dos prêmios. A empresa mencionou especificamente o Girls' Generation, que liderou as paradas musicais coreanas por nove semanas consecutivas e havia recebido inúmeros prêmios por seu single "Genie", mas que nunca venceu o programa semanal M! Countdown também da Mnet e só apareceu em suas paradas, um mês após o lançamento do álbum. Além disso, a SM também demonstrou descontentamento com o fato de quem quisesse votar nas categorias, ter que pagar uma taxa e declarou que não queriam "ver os fãs sofrerem nenhum dano com a votação, que tem intenções comerciais".

### Investigação da Comissão de Comércio Justo da Coreia
Em 2010, a Comissão de Comércio Justo da Coreia (KFTC) realizou uma investigação sobre as políticas da SM, especialmente em relação aos termos de contrato dos seus artistas, e concluiu que eram injustos. Posteriormente, os contratos dos artistas tiveram seu período de vigência reduzidos para um período de três anos e houve uma redução nas penalidades por violações de quebra de contrato. Na época, todos os artistas assinados pela SM foram recontratados sob os novos termos.
A SM também foi uma das quinze empresas processadas e multadas pela KFTC por manipulação de preços em 2011.
Em 2012, a SM foi acusada de conluio com distribuidores de música, mas foi liberada da acusação. Em 16 de agosto do mesmo ano, o Supremo Tribunal de Seul revelou seu veredicto sobre o assunto: "A KFTC cancelou todas as ordens corretivas contra a SM Entertainment, e os custos do processo serão pagos pelo réu".